# Бирюков, Алексей Сергеевич
Алексе́й Серге́евич Бирюко́в (1907—1986) — советский партийный и государственный деятель.

## Биография
В 1927—1929 — электросварщик Тульского механического завода. В 1929—1930 — в РККА. В 1934—1935 — старший инженер Инспекции Народного комиссариата путей сообщения СССР на вагоностроительном заводе имени газеты «Правда» (Днепродзержинск Днепропетровской области). В 1935—1936 — приёмщик заказов «Союзметимпорта» (Франция, Бельгия). В 1936—1938 — старший инспектор Инспекции Народного комиссариата путей сообщения СССР на вагоностроительном заводе имени газеты «Правда» (Днепродзержинск Днепропетровской области). В 1938—1941 — секретарь комитета КП(б) Украины вагоностроительного завода имени газеты «Правда» (Днепродзержинск Днепропетровской области).
В январе — августе 1941 года — 2-й секретарь Днепродзержинского городского комитета КП(б) Украины (Днепропетровская область). В 1941—1942 — партийный организатор ЦК ВКП(б) завода № 516 (Орск Чкаловской области). В 1942—1945 — партийный организатор ЦК ВКП(б) строительства Орско-Халиловского металлургического завода (Орск Чкаловской области).
В 1945—1949 — 1-й секретарь Ново-Троицкого районного, затем городского комитетов ВКП(б) (Чкаловская область).
С ноября 1949 по февраль 1951 — инструктор Отдела партийных, профсоюзных и комсомольских органов ЦК ВКП(б).
С февраля 1951 по май 1952 — секретарь Приморского краевого комитета ВКП(б)
С мая 1952 по апрель 1957 — 2-й секретарь Приморского краевого комитета ВКП(б) — КПСС
С апреля 1957 по декабрь 1962 — председатель Приморского крайисполкома. С декабря 1962 по декабрь 1964 — председатель Приморского промышленного крайисполкома.
В 1965—1969 — заместитель председателя Тульского облисполкома.
С 1969 — на пенсии

## Награды
- Орден Трудового Красного Знамени (2 марта 1957 года) — за номером 325216.